# تصرف ۱۹۲۰ دمشق
تصرف ۱۹۲۰ دمشق، نبردی بود که بعد از قبول کردن مفاد هشدار گورو توسط پادشاهی عربی سوریه در دو روز ۲۰ و ۲۱ ژوئیه سال ۱۹۲۰ در دمشق اتفاق افتاد که پس لرزه‌هایی نیز در ۲۲ و ۲۳ ژوئیه همان سال قبل از جنگ میسلون و ورود ارتش فرانسه به داخل پایتخت در ۲۴ و ۲۵ ژوئیه ۱۹۲۰ به دنبال داشت.

## پیش‌زمینه و سیر اتفاقات
در تاریخ ۸ مارس ۱۹۲۰ به وسیلهٔ کنگره مردم سوریه که همانند مجلس امروزی در این کشور است اعلام استقلال شد با پادشاهی عربی سوریه که پایتخت آن دمشق و پادشاه آن نیز فیصل باشد موافقت شد؛ ولی متفقین این حکومت را به رسمیت نشناختند و در ۲۶ آوریل ۱۹۲۰ کنگرهٔ سانرمو برگزار شد و در آن اجرایی کردن موافقت‌نامه سایکس–پیکو به بحث گذاشته شد که رسماً تصمیم به اجرایی کردن این توافق‌نامه گرفتند؛ بعضی از تصمیمات این کنگره، اجرایی شدن قیمومت فرانسه بر سوریه و لبنان و تقسیم سرزمین شام بود که هر دوی این تصمیمات با جدیت به دست کنگره مردم سوریه رد شد. ولی پادشاه فیصل که در خود توانایی رویارویی با ارتش فرانسه نمی‌دید سعی در آرام کردن اوضاع داشت و در جلسه‌ای که در ۸ ژوئیه همان سال تشکیل داد که در آن کنگره را به پیاده کردن سیاست باتدبیر برای «دور نگاه‌داشتن کشور از خطرهای بزرگ در کمین» سفارش کرد.
پادشاه فیصل یکم و اعتدال‌گرایان ملی‌گرا، بسیار علاقه داشتند در جلسه‌ای که در ژانویه ۱۹۲۰ برگزار شد که اعلام علنی در آن زمان نشد، تحت‌الحمایگی فرانسه و استقلال لبنان و جدایی فلسطین از سوریه که در توافق‌نامه فیصل کلمانسو آمده بود را بپذیرند. به این دلیل که با دیدگاه فیصل نیرومند نداشتن نیروهای قوی نظامی از یک سو و هم‌پیمان قدرت‌مند از سوری دیگر مقابله با ارتش پیشرفتهٔ فرانسه بسسیار سخت است.

## روزشمار شورش‌ها
در ۱۴ ژوئیه گورو هشداری که با نام هشدار گورو معروف شد صادر کرد و مفاد آن این بود که باید تحت‌الحمایگی فرانسه پذیرفته شود و ارتش سوریه نیز منحل گردد و با ورود ارتش فرانسه نیز موافقت شود که در صورت رد حالت صلح‌آمیز ارتش به زور این مفاد این هشدار را اجرایی می‌کند.
حکومت در قبول یا رد این هشدار تعلل می‌کرد ولی مردم خواستار مقابله و اعلام جهاد عمومی ضد فرانسه بودند. روزنامه‌ها نیز فیصل را متهم به همکاری با فرانسه می‌کردند در ۱۸ ژانویه این هشدار را به دلیل «جلگیری از خون‌ریزی و واردشدن کشور به جنگ» پذیرفته شد و در ۲۰ ژوئیه اعلام عمومی شد. در ۱۹ ژوئیه یوسف العظمه وزیر جنگ پادشاهی عربی سوریه که با این تصمیم مخالف بود طبق فرمان فیصل مجبور شد که دستور به انحلال ارتش بدهد ولی به سربازان گفت سلاح‌ها را در نزد خود نگاه دارید. با اعلام شدن انحلال ارتش در ۲۰ ژوئیه دمشق شاهد شورش بودند و مردم خشمگین قله دمشق را محاصره کردند و بعد از تصرف آن بازداشت‌شدگان را آزاد کردند. شرایط از دست نیروهای انتظامی خارج گشته بود و فیصل برای حمایت از نیروی انتظامی، نیروی کوچکی با رهبری برادرش یاسین هاشمی را به محل شورش‌ها فرستاد که کار به تیراندازی کشید و طبق آمار منتشر شده ۲۵ کشته و ۲۰۰ زخمی برجا گذاشت.
این شورش‌ها در روز دوم یعنی ۲۱ ژوئیه نیز اتفاق افتاد و در سوریه حالت «قرمز» ادامه یافت تا در همین روز با پیشروی ارتش فرانسه به سوی دمشق و اشغال مجدل عنجر، به دلیل فروپاشیدن ارتش سوریه به فرمان فیصل، شورشیان و حکومت را غافل‌گیر ساخت. این خبر شورش‌ها را بحرانی کرد که باعث سقوط حکومت شد و پس از آن نیروی نظامی مردمی از بقایای ارتش عثمانی در جنگ جهانی اول با رهبری یوسف العظمه تشکیل شد و در جنگ میسلون با ارتش فرانسه به نبرد پرداخت که دیری نپایید که متحمل شکست شد و فردای آن جنگ یعنی ۲۵ ژوئیه ارتش فرانسه وارد دمشق شد.
فیصل نیز برای گریز از سوریه ابتدا وارد الکسوه شد و تا ۲۸ ژوئیه در آن باقی ماند و با قطار به درعا رفت و از آنجا به حیفا و سرانجام به بریتانیا سفر کرد و بعدها نیز به پادشاهی عراق رسید.